# مجمع ترنت
عقد مجمع ترنت بين عامي 1545 و 1563 في ترنت (أو ترينتو، في شمال إيطاليا)، وكان المجمع المسكوني التاسع عشر للكنيسة الكاثوليكية. كان انعقاده مدفوعًا بالإصلاح البروتستانتي، الذي وُصف بأنه تجسيد للإصلاح المضاد.
أصدر المجمع إدانات لما اعتُبر هرطقات ارتكبها أنصار البروتستانتية، وأصدر أيضًا بيانات وتوضيحات رئيسة لعقيدة الكنيسة وتعاليمها، بما في ذلك الكتاب المقدس، وقانون الكتاب المقدس، والتقليد المقدس، والخطيئة الأصلية، والتبرير، والخلاص، والأسرار المقدسة، والقداس الإلهي، وتبجيل القديسين. اجتمع المجمع مدة خمس وعشرين جلسة في الفترة من 13 ديسمبر 1545 إلى 4 ديسمبر 1563. أشرف البابا بولس الثالث -الذي دعا إلى المجمع- على الجلسات الثماني الأولى (1545-1547)، بينما أشرف البابا يوليوس الثالث على الدورات 12 حتى 13 (1551-52)، وأشرف البابا بيوس الرابع على الدورات 17 حتى 25 (1562-1563).
كانت تبعات المجمع هامة أيضًا في ما يتعلق بطقوس الكنيسة وممارساتها. في المداولات، جعل المجمع النسخة اللاتينية للإنجيل مثالًا رسميًا لقانون الكتاب المقدس وكلف بإنشاء نسخة قياسية، على الرغم من أن هذا لم يتحقق حتى عام 1590. في عام 1565، أي بعد سنة من انتهاء أعمال المجمع، أصدر بيوس الرابع قانون الإيمان المسيحي ترايدنتيني (نسبة إلى ترايدنتوم، وهو الاسم اللاتيني لترنت). ثم أصدر خليفته بيوس الخامس التعليم المسيحي الروماني، ومراجعات لصلوات الساعات والمسيال، في أعوام 1566، 1568 و 1570 على التوالي. أدى هذا بدوره إلى تدوين قداس ترايدنتيني، الذي بقي الشكل الأساسي للقداس في الكنيسة خلال الأربعمئة سنة التالية.
مرّ أكثر من ثلاثمئة عام حتى انعقد المجمع المسكوني التالي، أول مجمع للفاتيكان، في عام 1869.

## معلومات أساسية

### العقبات والأحداث السابقة لمشكلة المجمع
في 15 مارس 1517، أنهى مجمع لاتران الخامس أنشطته بعدد من المقترحات الإصلاحية (بشأن اختيار الأساقفة، والضرائب، والرقابة، والوعظ) ولكن لم يتناول المشكلات الرئيسة التي واجهت الكنيسة في ألمانيا وأجزاء أخرى من أوروبا. بعد بضعة أشهر، في 31 أكتوبر 1517، أصدر مارتن لوثر قضاياه الـ 95 في فيتنبرغ.

### مجمع عام حر في ألمانيا
تغير موقف لوثر بشأن المجامع المسكونية بمرور الوقت، ولكنه ناشد الأمراء الألمان أن يعارضوا الكنيسة البابوية في عام 1520، وتنفيذ مجمع في ألمانيا إذا لزم الأمر، يكون مفتوحًا وخاليًا من البابوية. بعد أن أدان البابا في كتابه «Exsurge Domine» اثنتان وخمسين من نقاط لوثر باعتبارها بدعة، اعتبر الرأي العام الألماني أن المجمع هو أفضل وسيلة للتوفيق بين الاختلافات القائمة. أمل الكاثوليك الألمان -الذين تقلص عددهم- في قيام مجمع لتوضيح الأمور.
استغرق الأمر جيلًا حتى يتحقق المجمع، ويرجع ذلك جزئيًا إلى التردد البابوي، نظرًا إلى أن المطلب اللوثري كان استبعاد البابوية من المجمع، وجزئيًا بسبب التنافسات السياسية المستمرة بين فرنسا وألمانيا، والتهديد التركي في البحر الأبيض المتوسط. في عهد البابا كليمنت السابع (1523-1534)، أقالت قوات الإمبراطور الروماني المقدس تشارلز الخامس البابوية الرومانية في عام 1527، «اغتصاب، وقتل، وحرق، وسرقة، وما شابه ذلك من أمور لم تُشاهد منذ الوندال». استُخدمت كنيسة القديس بطرس، وكنيسة سيستينيا كاسطبل للخيول. أدى هذا، إلى جانب ازدواجية الحبر الأعظم بين فرنسا وألمانيا، إلى تردده.
فضل تشارلز الخامس خيار المجمع بشدة، لكنه كان بحاجة إلى دعم الملك فرانسيس الأول ملك فرنسا، الذي هاجمه عسكريًا. اعترض فرانسيس الأول عمومًا على إجراء مجمع عام بسبب الدعم الجزئي للقضية البروتستانتية داخل فرنسا. في عام 1532، وافق على اتفاقية نورمبرج للسلام الديني مانحًا الحرية الدينية للبروتستانت. وفي عام 1533، زاد الأمور تعقيدًا عندما اقترح مجمعًا عامًا يضم كلاً من حكام أوروبا الكاثوليك والبروتستانت، وهو من شأنه أن يضع حلاً وسطًا بين النظامين اللاهوتيين. قوبل هذا الاقتراح بمعارضة البابا لأنه قدم اعترافًا بالبروتستانت، ورفع أيضًا من شأن أمراء أوروبا العلمانيين فوق رجال الدين في ما يخص شؤون الكنيسة. بحدوث الهجوم التركي، احتفظ تشارلز بدعم الحكام البروتستانت الألمان، الذين أخروا جميعهم افتتاح مجمع ترنت.

## الأهداف والنتائج الإجمالية
كانت الأهداف الرئيسة للمجمع ذات شقين، على الرغم من نقاش قضايا أخرى:
1. إدانة مبادئ البروتستانتية وعقائدها، وتوضيح مذاهب الكنيسة الكاثوليكية في جميع النقاط المتنازع عليها. وهو أمر لم يحدث رسميًا منذ 1530 في نص الدحض البابوي. نوى الإمبراطور أن يكون هذا المجمع مجمعا عامًا صارمًا أو مجمعًا مسكونيًا حقًا، يحصل فيه البروتستانتيين على جلسة عادلة. إذ ضمن، خلال الفترة الثانية للمجمع 1551-1553، على دعوة، أُعطيت مرتين إلى البروتستانت من أجل الحضور، وأصدر المجمع خطابًا للسلوك الآمن (في الدورة الثالثة عشرة) وعرض عليهم حق المناقشة، لكنه رفض أن يقوموا بالتصويت. بدأ فيليب ملانكتون وجوهانس برينز، مع بعض اللوثريين الألمان الآخرين، في عام 1552 رحلة إلى ترنت. قدم برينز اعترافًا، وأخذ ميلانثثون، الذي لم يذهب إلى أبعد من نورنبرغ، معه كتاب «الاعتراف السكسوني». لكن رفض منح البروتستانت الحق في التصويت، والفزع الناتج عن نجاح موريس في حملته ضد تشارلز الخامس في عام 1552 وضعا حدًا فعليًا للتعاون البروتستانتي.[11]
2. إحداث إصلاح في الانضباط أو الإدارة. كان هذا الهدف أحد الأسباب التي دعت إلى المجالس الإصلاحية، وتطرق إليها المجمع لاتران الخامس تحت قيادة البابا يوليوس الثاني. كان الفساد الواضح في إدارة الكنيسة أحد الأسباب العديدة للإصلاح. عُقدت 25 جلسة عامة، ولكن نصفها تقريبًا انقضى في إجراءات رسمية. بينما كان العمل الرئيس في اللجان أو التجمعات. كانت الإدارة بأكملها في يد المفوض البابوي. خسر الليبراليون في المناقشات والتصويت. ألغى المجمع بعض الانتهاكات سيئة السمعة، وأدخل أو أوصى بإصلاحات تأديبية تؤثر على بيع صكوك الغفران، وأخلاق الأديرة، وتعليم الإكليروس، وعدم إقامة الأساقفة (تمتع الأساقفة أيضًا بالعديد من المنافع، وهو أمر كان شائعًا إلى حد ما)، والتهديد والتوبيخ بشكل مهمل، والنهى عن المبارزة. على الرغم من أن وجهات النظر الإنجيلية قد نطق بها بعض الأعضاء لصالح السلطة العليا للكتاب المقدس والتبرير بالإيمان، لم يُقدَّم أي تنازل على الإطلاق لصالح البروتستانتية.[11]
3. الكنيسة هي المترجم النهائي للكتاب المقدس. بالإضافة إلى أن تقليد الكتاب المقدس والكنيسة (التقليد الذي شكل جزءًا من الإيمان الكاثوليكي) كانا رسميين بشكل متساوٍ ومستقل.[12]
4. حُددت علاقة الإيمان والأعمال بالخلاص، وذلك في أعقاب الجدل الدائر حول مبدأ مارتن لوثر «التبرير بالإيمان وحده».
5. التأكيد بشدة على الممارسات الكاثوليكية الأخرى التي أثارت غضب الإصلاحيين داخل الكنيسة، مثل صكوك الغفران، والحج، وتكريم القديسين، والذخائر، وتكريم العذراء مريم، على الرغم من حظر الإساءات منهم. ضُخم لاحقًا من شان المراسيم المتعلقة بالموسيقى المقدسة والفن الديني، على الرغم من كونها غير صريحة، من قبل اللاهوتيين والكتاب لإدانة العديد من أنماط عصر النهضة، وأنماط القرون الوسطى وأيقوناته، وهو ما أثر كثيرًا على تطور هذه الأنماط الفنية.

ترد القرارات العقدية للمجمع في المراسيم «decreta»، التي تنقسم إلى فصول «capita»، والتي تحتوي على البيان الإيجابي للعقائد، وإلى شرائع قصيرة «canones»، والتي تدين وجهات النظر البروتستانتية المعارضة، وتنتهي بلعنة في ختامها («فليكن لعنة»). 

## المجمع
دعا إلى انعقاده البابا بولس الثالث؛ انعقد لما يفوق العقدين، على ثلاث دورات منفصلة، وأصدر عدة دساتير تعتبر جزءًا من التعليم اللاهوتي للكنيسة الكاثوليكية في شرح الكتاب المقدس والأسرار السبعة. خلال الفترة الأولى من 1545 إلى 1547 أعلن المجمع أن الكتاب المقدس والتقليد المتوارث من آباء الكنيسة هما المصدران الصحيحان للإيمان الكاثوليكي وأن للكنيسة الحق الأوحد في تفسيرهما. ورفض المجمع وجهات النظر البروتستانتية حول الخلاص والخطيئة. أما في الدورة الثانية التي امتدت من سنة 1551 إلى سنة 1552، فقد عرّف المجمع طبيعة الأسرار السبعة وأعاد تأكيد مبدأ التحوُّل الجوهري في القداس الإلهي مشكلاً أساس فهم الافخارستيا بالمعنى المعاصر. وأما في الدورة الثالثة من 1562 إلى 1563، فقد دافع المجمع عن صحة سر التوبة، وأقرّ شرعية طلب شفاعة القديسين، وعَرَّف ذبيحة القُداس، وكثيرًا من العقائد الخلافية مع المصلحين البروتستانت. وأمضى المجمع إصلاحات مثل تأسيس مدارس اللاهوت لتدريب الإكليروس، وتحقيق مطلب عيش كل أسقف في منطقته الخاصة. وقد صادق البابا بيوس الرابع في 26 يناير سنة 1564 على كل المراسيم التي صدرت عن المجمع، الذي شكل أحد أسس الإصلاح المضاد.